# Знешламлювання

Дугове сито — використовується для знешламлювання вугілля перед відсадкою.

Знешламлювання (Дешламація), (рос. обесшламливание, англ. desliming, slime removal,  sludge removal; нім. Entschlammung f, Entschlämmung f) — зниження вмісту шламу в оброблюваному вугіллі; видалення найбільш тонкодисперсної частини подрібнених руд (шламів) з пульпи для підвищення якості концентрату. З. може передувати процесу збагачення або проводитися на проміжному або кінцевому продукті операції. Попереднє З. застосовується перед гравітаційним (відсадка, збагачення на концентраційних столах і інш.) і перед флотаційним збагаченням, а також перед електричною сепарацією. Здійснюється шляхом грохочення, наприклад, на дугових ситах, вібраційних грохотах, конусних нерухомих грохотах. Для З. застосовують також повітряні, гідравлічні і спіральні класифікатори, а також гідроциклони, баґер-зумпфи. О. магнетитових концентратів здійснюють в магнітних дешламаторах.